# David Makhateli
David Makhateli (in georgiano: დავით მახათელი; Tiblisi, 1976) è un ex ballerino georgiano.

## Biografia
Nato nella Georgia sovietica, David Makhateli ha iniziato a studiare danza all'età di dieci anni e a quindici ha vinto il Prix de Lausanne, grazie a cui ha ottenuto una borsa di studio per la Royal Ballet School.
Dopo la fine degli studi si è unito al Birmingham Royal Ballet e poi dal 1996 ha danzato per diciotto mesi con l'Het Nationale Ballet. Dopo aver danzato per alcuni anni con l'Houston Ballet, di cui è diventato étoile nel 2001, nel 2003 ha fatto il suo esordio alla Royal Opera House danzando come ballerino ospite ne L'histoire de Manon; l'anno successivo si è unito al Royal Ballet in veste di primo solista. Nel 2007 è stato promosso a primo ballerino della compagnia. Ha dato l'addio alle scene nel 2012.
Il suo repertorio con il Royal Ballet includeva molti dei principali ruoli maschili del repertorio, tra cui Romeo nel Romeo e Giulietta di Kenneth MacMillan, Onegin nell'Onegin di John Cranko, Aminta in Sylvia, il Principe nella Cenerentola di Frederick Ashton, Des Grieux nella Manon di MacMillan, il Principe nello Schiaccianoci di Peter Wright, Florimund ne La bella addormentata di Marius Petipa, Smeraldi in Jewels di George Balanchine e Siegfried ne Il lago dei cigni di Anthony Dowell.